# Ettmulleria townsendi
Ettmulleria townsendi är en spindeldjursart som beskrevs av Lionel Jack Dumbleton 1962. Ettmulleria townsendi ingår i släktet Ettmulleria och familjen Microtrombidiidae. Inga underarter finns listade i Catalogue of Life.